# مروین لیروی
مروین لیروی (انگلیسی: Mervyn LeRoy؛ ۱۵ اکتبر ۱۹۰۰ – ۱۳ سپتامبر ۱۹۸۷) کارگردان، تهیه‌کننده و هنرپیشه اهل ایالات متحده آمریکا بود.
وی بین سال‌های ۱۹۲۷ تا ۱۹۶۸ میلادی فعالیت می‌کرد.

## بخشی از فیلم‌شناسی
- سزار کوچک (۱۹۳۱)
- پایان پنج ستاره (۱۹۳۱)
- سه نفر با یک کبریت (۱۹۳۲)
- فراری از گروه مجرمان (۱۹۳۲)
- آنتونی ادورس (۱۹۳۶)
- جادوگر شهر اوز (۱۹۳۹)
- پل واترلو (۱۹۴۰)
- شکوفه در غبار (۱۹۴۱)
- برداشت محصول تصادفی (۱۹۴۲)
- مادام کوری (۱۹۴۳)
- سی ثانیه بر فراز توکیو (۱۹۴۴)
- زنان کوچک (۱۹۴۹)
- کجا می‌روی (۱۹۵۱)
- رز ماری (۱۹۵۴)
- آقای رابرتس (۱۹۵۵)
- بدذات (۱۹۵۶)
- لحظه به لحظه (۱۹۶۶)
- کلاه سبزها (۱۹۶۸)